# Deutsche Kinemathek
Koordinaten: 52° 30′ 34,5″ N, 13° 22′ 25,8″ O
Die Deutsche Kinemathek – Museum für Film und Fernsehen ist ein deutsches Filmarchiv mit Sitz in Berlin, das maßgeblich zur Bewahrung und Vermittlung des deutschen und internationalen Filmerbes beiträgt. Seit 2006 macht die Kinemathek in der „Sammlung Fernsehen“ auch deutsches Fernsehen öffentlich zugänglich.

## Aufgaben und Organisation

### Ziele der Stiftung
Die Stiftung Deutsche Kinemathek hat es sich zur Aufgabe gemacht, die Geschichte des Films und Fernsehens zu dokumentieren, aufzuarbeiten und die wissenschaftliche und pädagogische Auseinandersetzung damit zu fördern. Sie widmet sich dem Sammeln und dem Erhalt wertvollen Filmmaterials wie film- und fernsehhistorisch bedeutsamer Materialien und fördert mit eigenen Ausstellungen, Publikationen, einem Bildungsangebot sowie Filmreihen und anderen Veranstaltungen die Vermittlung des audiovisuellen Erbes. Sie wird von der Beauftragten der Bundesregierung für Kultur und Medien institutionell gefördert. Im Januar 2025 bezog die Kinemathek das E-Werk, ein ehemaliges Umspannwerk in Berlin-Mitte, als temporären Standort.

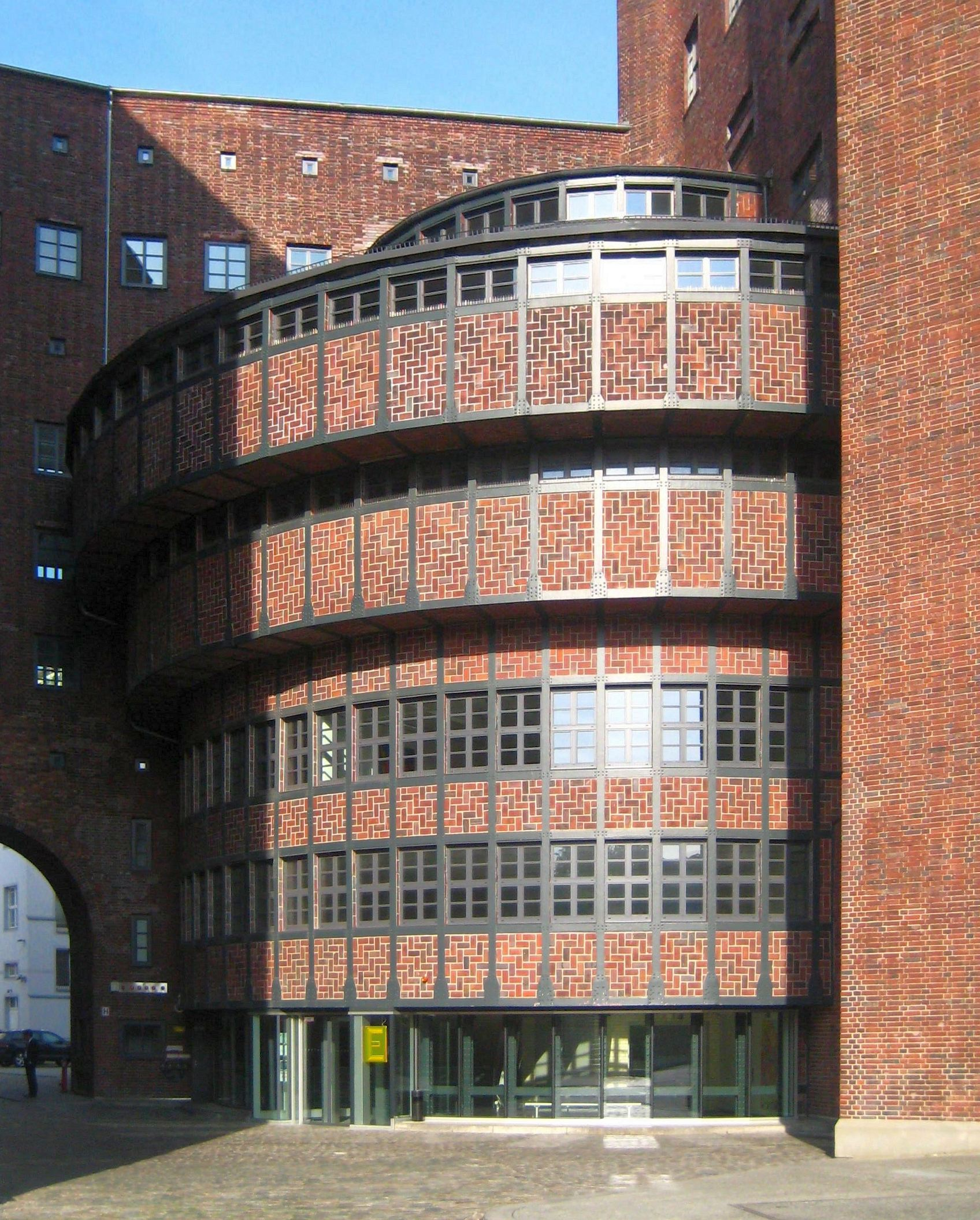
Seit Januar 2025 neuer Standort der Kinemathek: das E-Werk in Berlin-Mitte.

### Filmarchiv
Die Archivierung, Rekonstruktion und Restaurierung filmhistorisch bedeutsamer Filme gehören zu den zentralen Aufgaben der Deutschen Kinemathek. Das Filmarchiv umfasst mit etwa 26.000 Titeln einen umfangreichen Bestand an deutschen und internationalen Stumm- und Tonfilmen der unterschiedlichsten Formate, Genres und Stile. Etliche Filme werden zur Sichtung bereitgestellt. Ein Teil des Filmbestandes fokussiert sich auf Experimental- und Dokumentarfilm. Daneben werden zahlreiche Arbeiten aus dem Kreis der Unterzeichner des Oberhausener Manifests von 1962 archiviert, sowie das gesamte Filmschaffen der DFFB, zu dem die ausgesprochen politischen Filme der ersten Generation ebenso wie die Filme der sogenannten Berliner Schule zu rechnen sind. Ein weiterer Schwerpunkt ist die Restaurierung und Digitalisierung klassischer Filmtitel. Diese Arbeit wird seit 2019 durch das von Bund, Ländern und Filmförderungsanstalt (FFA) getragene Förderprogramm Filmerbe unterstützt. Allein im Jahr 2022 wurden 36 Filmtitel aus der audiovisuellen Sammlung der Deutschen Kinemathek restauriert. Seit 2016 veranstaltet die Kinemathek das Filmerbe-Festival „Film Restored“, bei dem neu digitalisierte und restaurierte Filme aus Filmarchiven und Filmerbeeinrichtungen präsentiert werden.

#### Filmverleih
Die Filme aus den Archivbeständen der Deutschen Kinemathek werden an Kinos, Museen und Festivals verliehen. Jeden Tag werden irgendwo auf der Welt Filme aus dem Verleih der Kinemathek gezeigt, am häufigsten ist es »Drei Haselnüsse für Aschenbrödel«. Als Verleih betreut die Kinemathek darüber hinaus auch die Produktionen der Deutschen Film- und Fernseh-Akademie Berlin (DFFB). Ein eigenes Streamingportal ergänzt das Angebot.

#### Engagement bei den Internationalen Filmfestspielen Berlin
Seit 1977 betreut sie zudem die filmhistorischen Retrospektiven im Rahmen der Internationalen Filmfestspiele Berlin. Seit 2013 kuratiert sie für das Filmfestival außerdem die Sektion „Berlinale Classics“, die sich speziell mit der digitalen Restaurierung klassischer Filme beschäftigt.

### Mitgliedschaften und Netzwerke
Neben FIAF und Kinematheksverbund ist die Deutsche Kinemathek Mitglied in verschiedenen nationalen und internationalen Verbänden und Netzwerken, u.a. im Arbeitskreis selbständiger Kultur-Institute e. V. (AsKI), in der Association des Cinémathèques Européennes (ACE), im Bundesverband Museumspädagogik e. V., im Deutschen Museumsbund (DM), dem International Council of Museums (ICOM), dem Berliner Museumsverband e. V. (BeMu) und dem Netzwerk Mediatheken.

#### Kooperationen
Weitere Kooperationspartner sind unter anderem die Sunrise Foundation for Education and the Arts sowie verschiedene Fernsehpartner wie ARD, ZDF und das Grimme-Institut.

### Mitarbeiterstruktur
Die Stiftung Deutsche Kinemathek beschäftigt, über längere Zeiträume schwankend, zwischen 60 und 100 Mitarbeiter. Nach dem Tod des langjährigen Direktors Heinz Rathsack Ende 1989 übernahm 1990 der Filmhistoriker Hans Helmut Prinzler die Leitung der Kinemathek. 2006 wurde Rainer Rother zum Künstlerischen Direktor berufen. Bis März 2012 stand ihm Paul Klimpel als Verwaltungsdirektor zur Seite, dem Maximilian Müllner bis 2017 folgte. Seit August 2017 ist Florian Bolenius Verwaltungsdirektor. Seit Juni 2025 bildet er gemeinsam mit Heleen Gerritsen, der bisherigen Leiterin des GoEast-Filmfestivals in Wiesbaden, den Vorstand der Deutschen Kinemathek – Museum für Film und Fernsehen.

## Sammlungen

### Vielfalt der Sammlungen
Filme hinterlassen im Laufe ihrer Produktionsgeschichte Materialien unterschiedlichster Art: dreidimensionale Plastiken und Modelle, Textilien, filmtechnische Geräte, Tondokumente, Fotografien, darunter Szenen-, Porträt- und Werkfotos, aber auch schriftliche Dokumente wie Drehbücher, Entwurfsskizzen, Verträge, Plakate, Filmprogramme, Zensurunterlagen, filmografische und biografische Materialien, Werbeanzeigen, Eintrittskarten sowie Kritiken. Die Deutsche Kinemathek verwahrt in ihren Sammlungen rund eine Million filmhistorisch relevanter Materialien und verfügt über audiovisuelle Materialien zu 75.000 Filmtiteln. Einen internationalen Sammlungsschwerpunkt bilden die Dokumente zum deutschen Film-Exil, die das Wirken deutscher Filmschaffender in der Emigration nachzeichnen und weltweit als die umfangreichste Sammlung dieser Art gelten.

#### Personenarchive und Nachlässe
Das Personenarchiv verwahrt Vorlässe und Nachlässe von mehr als 600 Filmschaffenden aus allen Berufsgruppen der Film- und Fernsehbranche. Allein das Archiv des Production Designers Sir Ken Adam umfasst mehr als 6.000 Zeichnungen und Skizzen. Darüber hinaus befinden sich im Personenarchiv über 160.000 Blatt Korrespondenz des Hollywood-Agenten Paul Kohner. Sammlungen aus den Nach- bzw. Vorlässen einflussreicher Filmlegenden wie F.W. Murnau, G.W. Pabst, Fritz Lang, Marlene Dietrich, Ulrike Ottinger, Werner Herzog, Fatih Akin, oder Bernd Eichinger bieten daneben umfangreiche Einsicht in individuelle Biografien, Kultur-, Zeit- und Produktionsgeschichte.

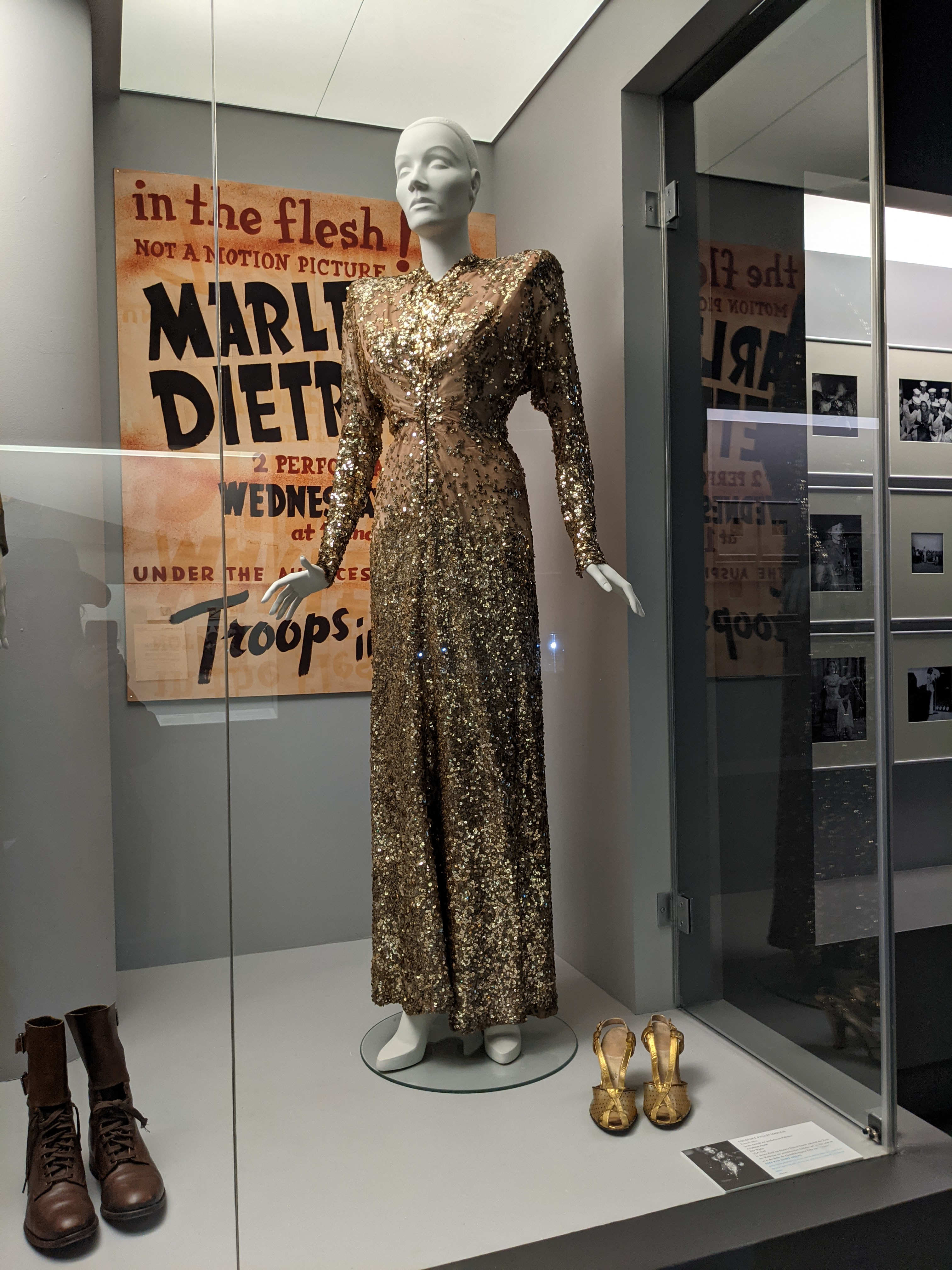
Das goldene Paillettenkleid von Marlene Dietrich aus dem Film A Foreign Affair (Billy Wilder, USA 1948), gehört zur Marlene-Dietrich-Collection im Museum für Film und Fernsehen. Dieses Archiv umfasst über 300.000 Blatt Schriftgut aus Dietrichs privatem und beruflichem Leben, darunter mehr als 45.000 Korrespondenzen, 16.500 Fotografien sowie über 3.300 textile Objekte, die im Archiv der Deutschen Kinemathek zugänglich sind.

#### Textil-, Grafik-, Foto und Schriftgutarchiv
Einen besonderen Schwerpunkt der Sammlung bilden Materialien zur Filmarchitektur sowie zum Kostümbild. Im Textilarchiv lagern mehr als 5.500 Einzelobjekte, von denen ca. 3.200 der Sammlung zu Marlene Dietrich zuzuordnen sind. Das Grafikarchiv verwahrt Kostüm- und Szenenbildentwürfe zu rund 1.400 Film- und Theaterprojekten, darüber hinaus mehr als 28.000 Filmplakate. Das Fotoarchiv umfasst rund eine Million analoge Fotografien, Diapositive, Negative und digitale Bilder, darunter Material zu rund 45.000 Filmtiteln und 15.000 Personen. Besonders nachgefragte Materialien des Schriftgutarchivs betreffen die Filme »Das Cabinet des Dr. Caligari« und »Metropolis«. Insgesamt verwahrt das Schriftgutarchiv Materialien zu 72.500 Filmtiteln und mehr als 20.000 Drehbücher.

#### Sammlung Fernsehen
Die Sammlung Fernsehen bietet einen Überblick über das Fernsehen beider deutschen Staaten und der vereinigten Bundesrepublik. Derzeit sind mehr als 13.000 Sendungen (Stand: 2024) in einer Datenbank erschlossen und für die Besucher der Kinemathek in voller Länge abrufbar. Zu den Highlights gehören das Preisarchiv des Grimme Preises, die vollständige Sammlung aller Ausgaben von Tatort und Polizeiruf 110 sowie eine umfangreiche Auswahl der Premiere-Interviewsendung 0137 mit dem Journalisten Roger Willemsen.

#### Datenbanken und digitale Präsentationen
Seit 2024 sind alle Bestände der Deutschen Kinemathek auf der Webseite online recherchierbar und damit einer breiten Öffentlichkeit zugänglich. Wo es die Rechtelage zulässt, können Digitalisate direkt gesichtet und ausgeliehen werden. Einige herausgehobene Sammlungen wie die des Regisseurs Werner Herzogs, das Produktionsarchiv der Känguruh Film oder die Sammlung der expressionistischen Plakate Josef Fennekers sind zudem auf der Webseite präsentiert und kontextualisiert. Das Archiv des Setdesigners Ken Adam sowie das Archiv der Deutschen Film- und Fernsehakademie Berlin (DFFB) sind darüber hinaus in eigenen Webpräsentationen zugänglich.

## Geschichte

### Gründung und Eröffnung
Am 1. Februar 1963 wurde die Deutsche Kinemathek, die am 6. April 1962 als eingetragener Verein gegründet worden war, mit einem Festakt in der Akademie der Künste offiziell eröffnet. Den Grundstein bildeten zwei vom Berliner Senat angekaufte Sammlungen, die das Land Berlin dem neu eingetragenen Verein zur Verwaltung und Aufbewahrung anvertraute. Zum einen die umfangreiche Sammlung des Regisseurs Gerhard Lamprecht, die einen großen Bestand an Filmen, Dokumenten, Materialien und filmtechnischen Apparaturen umfasste, sowie die Sammlung Albert Fidelius, der in der Nachkommenschaft eines Filmverleihers Mitte der 1920er-Jahre unter anderem kurze Spielfilme, Wochenschauen und Dokumentarfilme gesammelt hatte. Erster Leiter der Deutschen Kinemathek e. V. wurde Gerhard Lamprecht. Nach dessen Rückzug 1966 führte der Rechtsanwalt Heinz R. Berg die Geschäfte der Kinemathek bis 1970. Von Beginn an gab man die Errichtung eines Filmmuseums, mit finanziellem Zuschuss des Bundes und des Landes Berlin, als Vereinsziel aus.
Nach provisorischer Unterbringung an wechselnden Standorten in Berlin (Einsteinufer 43–53, ab 1962, Schlüterstraße 41, ab 1966) und Umtragung des Vereins in eine Stiftung des Privatrechts zum 1. Februar 1971, wechselte die Deutsche Kinemathek 1971 ins Deutschlandhaus an der Pommernallee 1, wo seit 1966 auch die Deutsche Film- und Fernsehakademie angesiedelt war. Nach einer Zwischenstation in der Heerstraße 18–20 ab 1996 bezog die Kinemathek im Jahr 2000 neue Räume im Sony-Center in der Potsdamer Straße 2.

#### Nationale und internationale Vernetzung
Durch Ankäufe, Tausch und Schenkungen ist eine der bedeutendsten filmhistorischen Sammlungen Europas entstanden. Die Kinemathek beteiligt sich am nationalen und internationalen Austausch von Filmkopien und Fachwissen, was sich mit dem Beitritt zur Archivgemeinschaft Fédération Internationale des Archives du Film (kurz FIAF) 1965 manifestierte und mit der Mitgliedschaft im Deutschen Kinemathekenverbund ab 1979, einem vertraglich geregelten Zusammenschluss deutscher Filmarchive, weitere Bestätigung fand.

#### Ausstellungen der 1960er- bis 1990er-Jahre
Erste Ausstellungen organisierte die Deutsche Kinemathek bereits in den 1960er-Jahren an ihrem damaligen Standort in der Schlüterstraße in Berlin-Charlottenburg. Eigene größere Räumlichkeiten für Ausstellungen standen jedoch zunächst weiterhin nicht zur Verfügung, sondern wurden an anderen Orten realisiert. Zur 750-Jahr-Feier Berlins 1987 fand im alten Hotel Esplanade in unmittelbarer Nähe zur Berliner Mauer eine Ausstellung („…Film…Stadt…Kino…Berlin…“) der Deutschen Kinemathek statt. Damals war ursprünglich geplant, ein Filmhaus mit mehreren Institutionen (darunter neben der Stiftung Deutsche Kinemathek die Freunde der Deutschen Kinemathek sowie die Deutsche Film- und Fernsehakademie Berlin) an diesem Ort einzurichten. Die große Ausstellung zum 75-jährigen Jubiläum der Ufa – „Die Ufa 1917–1945. Das deutsche Bilderimperium“ – wurde mangels eigener Ausstellungsflächen in Kooperation mit und im Deutschen Historischen Museum (im Zeughaus) realisiert. Auch die zum 100. Geburtstag des Mediums Film konzipierte Ausstellung „Kino – Movie – Cinema“ wurde an einem Partnerort, dem Martin-Gropius-Bau, realisiert.

#### Neuausrichtung als Museum für Film und Fernsehen

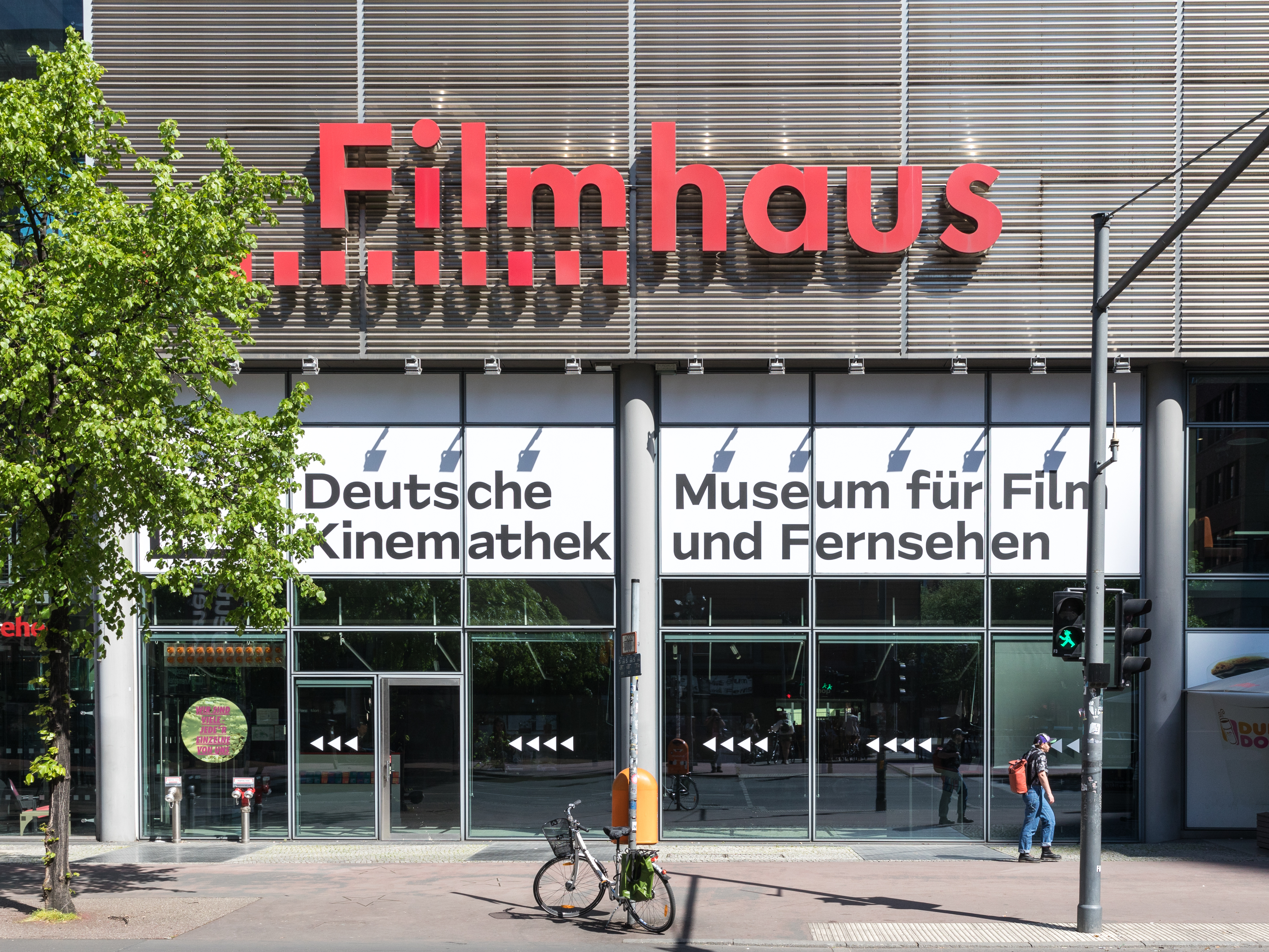
Das Filmhaus am Potsdamer Platz, bis Ende 2024 Sitz der Deutschen Kinemathek – Museum für Film und Fernsehen.

Mit dem Einzug ins Filmhaus am Potsdamer Platz eröffnete die Deutsche Kinemathek im September 2000 das Filmmuseum Berlin. Seither wurden Exponate aus den Archivbeständen in der vom Architekten Hans Dieter Schaal gestalteten ständigen Ausstellung Film und Fernsehen sowie in wechselnden Sonderausstellungen präsentiert. 2006 wurde das Angebot erweitert um eine Fernsehausstellung, parallel erfolgte die Umbenennung in Deutsche Kinemathek – Museum für Film und Fernsehen. Dies entsprach auch der veränderten Finanzierung der Einrichtung, die mit der Neufassung des Vertrages über die aus der Hauptstadtfunktion Berlins abgeleitete Kulturfinanzierung vom 9. Dezember 2003 seit 2004 ausschließlich vom Bund gefördert wird. Am 31. Oktober 2024 schloss die Dauerausstellung der Deutschen Kinemathek am Potsdamer Platz. Die Institution mit Bibliothek, Sammlungen und Archiven zog im Januar 2025 in das nahegelegene E-Werk, wo Teile der Ausstellung ab Herbst 2025 in einem kleineren Interimsquartier präsentiert werden sollen. Die Schließung erfolgte im Zuge geplanter Sanierungsarbeiten im Sony Center. 

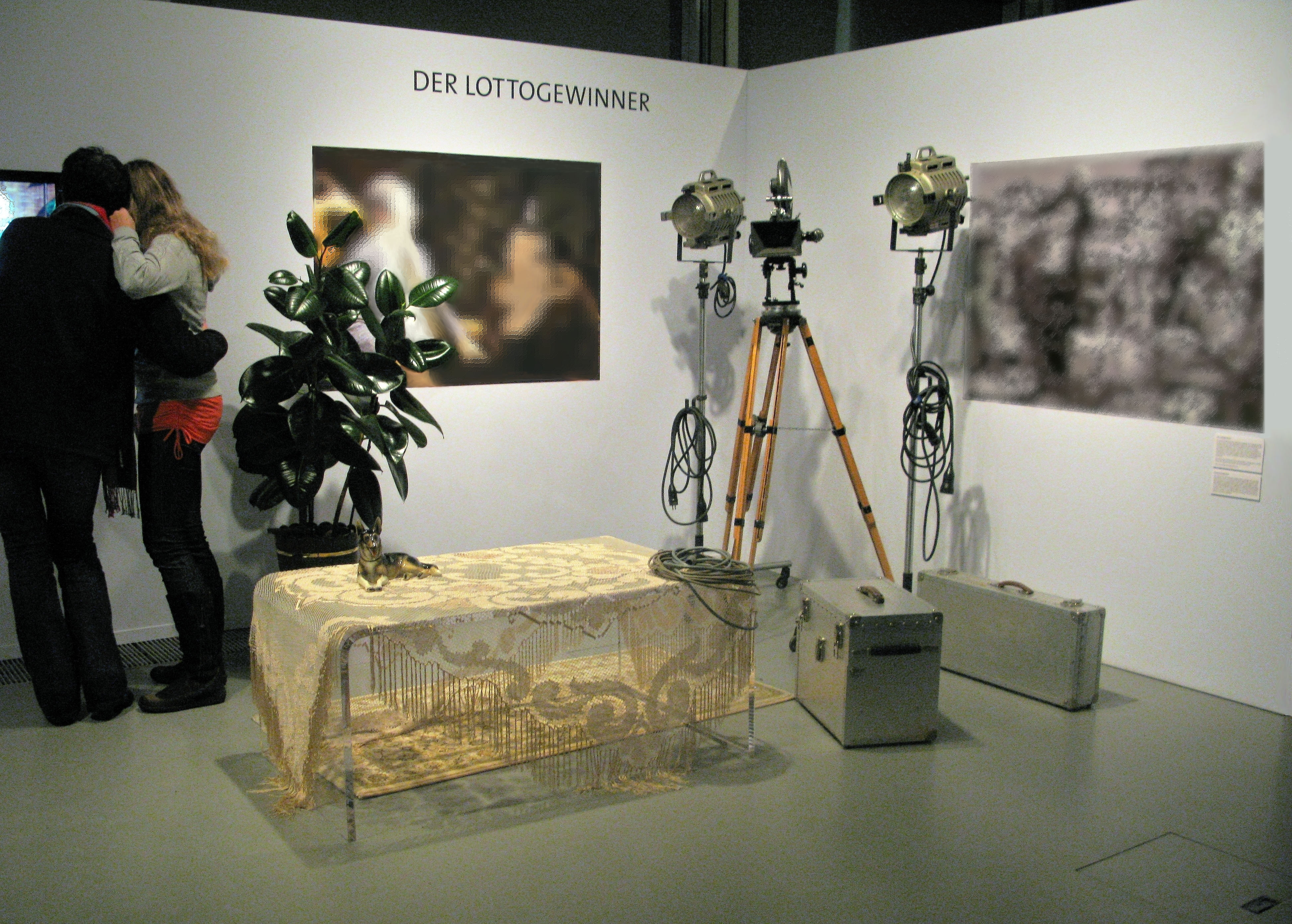
Die Ausstellung »Loriot – Vicco von Bülow zum 85. Geburtstag« zog 2008 mehr als 100.000 Besucher an.

## Fachpublikationen und Onlineangebote

### Printpublikationen
Die Deutsche Kinemathek hat seit ihren Anfängen Publikationen – vor allem zum deutschen Film und seiner Geschichte – herausgegeben, darunter Fachzeitschriften wie Recherche Film und Fernsehen und FilmExil (beide eingestellt). Frühere Publikationsreihen waren die FilmHefte sowie der gemeinsam mit CineGraph herausgegebene Film-Kurier-Index, die Buchreihe FILMtext und die Broschüren FilmMaterialien. 2010 erschien anlässlich der neuen Restaurierung des Filmklassikers das Buch Fritz Langs Metropolis mit mehr als 600 Abbildungen. Zu Ausstellungen und Retrospektiven der Internationalen Filmfestspiele erscheinen regelmäßig Begleitbände. Tagungsbände dokumentieren Themen wie den Wandel der filmischen Darstellung des Diktators Adolf Hitler, die Rolle des Mediums im Ersten und Zweiten Weltkrieg, die Entwicklung des Genrefilms in Deutschland oder werfen einen Blick auf das Werk Werner Herzogs. Die Reihe „Film und Schrift“ widmet sich bedeutenden Filmkritikern. „Fernsehen – Geschichte – Ästhetik“ problematisiert das Fernsehschaffen einzelner Akteure sowie übergeordnete Aspekte wie die Frühgeschichte der für das Fernsehen bedeutsamen Kulturfilmfirma Degeto („Deutsche Gesellschaft für Ton und Bild e. V.“). Einzelbände dokumentieren Sammlungsbestände, zuletzt die Überblicksdarstellung „Der deutsche Film. Aus den Archiven der Deutschen Kinemathek“.

### Onlineformate
Die Interviewreihe „Fernsehsalon“ nimmt den Programmauftrag des Fernsehens in den Blick. In Gesprächen mit der Gastgeberin Klaudia Wick berichten Gäste über ihre Motivation und Haltung, Fernsehprogramm anzubieten. Das Spektrum reicht von der Krisen- und Kriegsreportin Katrin Eigendorf bis zum Fernsehkoch Tim Mälzer. Erster Gast war im Dezember 2021 die Comedienne Maren Kroymann. 

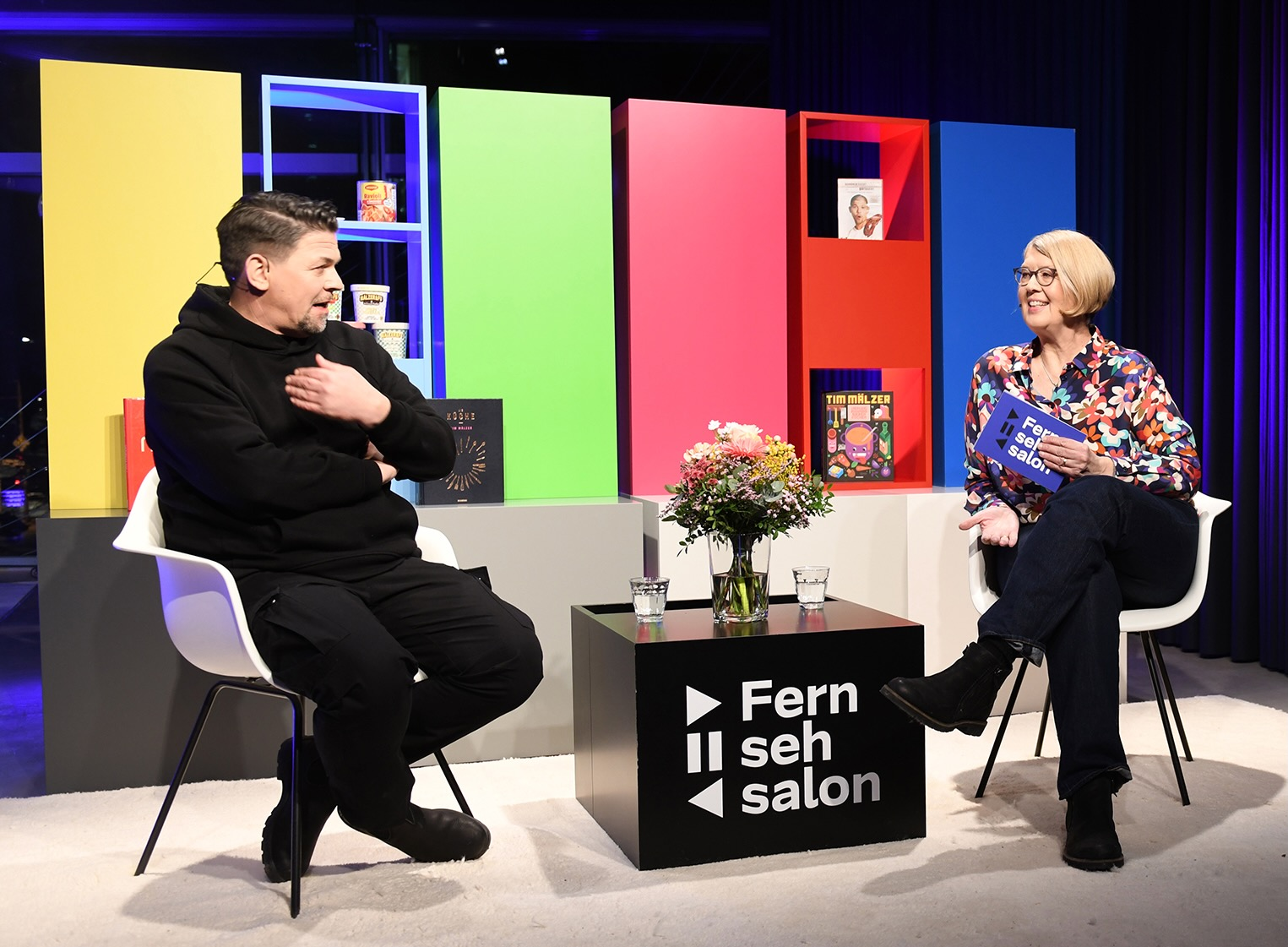
Fernsehkoch Tim Mälzer zu Gast bei Klaudia Wick im Fernsehsalon.

## Bibliothek
Teil der Kinemathek ist auch eine der größten wissenschaftlichen Spezialbibliotheken zu den Themen Film und Fernsehen in Deutschland, ihr Bestand umfasst mehr als 95.000 gebundene Werke. Die Sammlung umfasst Film- und Fernsehgeschichte einschließlich Vor- und Frühgeschichte, Film- und Fernsehtheorie, Personen- und Filmliteratur, Film- und Fernsehwirtschaft sowie Film- und Fernsehtechnik. Knapp 63.000 Bücher und rund 3.800 Zeitschriftentitel, davon 131 laufend abonniert, stehen zur Verfügung. Historische Filmzeitschriften können auf 316 Mikrofilmrollen eingesehen werden. Filmografische und bibliografische Datenbanken sowie 5.000 DVDs können vor Ort genutzt werden. Hinzu kommen umfangreiche Sondersammlungen, darunter Festivalmaterialien, Kinoprogramme und Verleihkataloge.

## Sonderausstellungen (Auswahl)
- 2023/24: ArchiVistas – Spurensicherungen und Perspektiven[6]
- 2023/24: Thomas Schadt[72]
- 2022/23: Roger Willemsen[73]
- 2022/23: Werner Herzog[74]
- 2021/22: Frame by Frame – Film restaurieren
- 2021: Du musst Caligari werden!
- 2021: Hautnah! – Die Filmkostüme von Barbara Baum
- 2019/20: Leben, sterben, Hochzeit feiern – Die Lindenstraße in der Mediathek Fernsehen.
- 2019: Brandspuren – Filmplakate aus dem Salzstock
- 2018/19: Kino der Moderne. Film in der Weimarer Republik, in Kooperation mit der Kunst- und Ausstellungshalle Bonn
- 2018/19: Zwischen den Filmen – Eine Fotogeschichte der Berlinale
- 2017/18: Die Ufa. Geschichte einer Marke
- 2017: Robby Müller – Master of Light
- 2016/17: Things to Come – Science · Fiction · Film
- 2014: Licht und Schatten. Am Filmset der Weimarer Republik.[75] Begleitband.
- 2014: The Unseen Seen. Film im neuen Licht.
- 2013: Bernd Eichinger – … alles Kino.
- 2013: Martin Scorsese.
- 2012: 40 Jahre Sesamstraße. Zu Gast im Museum für Film und Fernsehen
- 2012: Helden. Eine Ausstellung für Kinder von 4 bis 14 Jahren
- 2011: Am Set. Paris – Babelsberg – Hollywood, 1910 bis 1930
- 2011: Am Set. Berlin – Babelsberg, heute
- 2011: Zwischen Film und Kunst. Storyboards von Hitchcock bis Spielberg
- 2011: Experimentelles Fernsehen der 1960er und '70er Jahre
- 2011: Ingmar Bergman. Von Lüge und Wahrheit
- 2010: Das Nossendorf-Projekt. Eine Installation von Hans Jürgen Syberberg
- 2010: Im Dschungel. Eine Ausstellung für Kinder von 4 bis 14 Jahren
- 2010: The Complete Metropolis
- 2009: Romy Schneider. Wien – Berlin – Paris
- 2009: Casting a Shadow. Alfred Hitchcock und seine Werkstatt
- 2009: Wir waren so frei … Momentaufnahmen 1989/1990
- 2008: Wasserwelten. Eine Ausstellung für Kinder von 4 bis 14 Jahren
- 2008: Loriot. Eine Hommage zum 85. Geburtstag
- 2007: film.geschichte: „Wenn ich Sonntags in mein Kino geh“
- 2007: film.kunst: Ulrike Ottinger
- 2007: Auf heißen Spuren … Meisterdetektive im Museum. Eine Ausstellung für Kinder von 4 bis 14 Jahren
- 2007: Filmkostüme! Das Unternehmen Theaterkunst
- 2006: Kino im Kopf. Psychologie und Film seit Sigmund Freud
- 2006: Michael Jary. Präsentation des Nachlasses
- 2006: Tor! Fußball und Fernsehen
- 2005: Hildegard Knef. Eine Künstlerin aus Deutschland. Sonderausstellung zum 80. Geburtstag
- 2005: Volker Noth. Plakate 1977 bis 2005
- 2005: Marika Rökk (1913–2004). Präsentation des Nachlasses
- 2005: Henry Koster. Präsentation der Sammlung Henry Koster im Foyer
- 2005: Bewegte Räume. Production Design + Film
- 2004: Die Kommissarinnen
- 2004: Vom aufrechten Gang. 30 Jahre Basis-Filmverleih Berlin
- 2004: Dem Licht bei der Arbeit zusehen. Helmut Herbst fotografiert Freunde und Kollegen 1964 bis 1990
- 2004: Lauras Stern. Ausstellung zum Zeichentrickfilm
- 2004: Die ideale Frau. Ruth Leuwerik und das Kino der fünfziger Jahre
- 2003: Flügelschlag – Engel im Film
- 2003: Die Welt des Hardy Krüger. Eine Hommage
- 2003: Wo Filmkarrieren beginnen. 40 Jahre Das kleine Fernsehspiel im ZDF
- 2003: Götterdämmerung. Luchino Viscontis deutsche Trilogie
- 2003: Oscars in Animation
- 2003: Hirschfeld’s Hollywood
- 2003: Friedrich Wilhelm Murnau. Ein Melancholiker des Films
- 2002: Fernsehen macht glücklich
- 2002: Hildegard Knef. Einblicke in den Nachlass
- 2002: Jeder für sich und Gott gegen alle. Der Regisseur Werner Herzog
- 2002: Ein guter Freund. Heinz Rühmann zum 100. Geburtstag
- 2002: Berlin – Sinfonie einer Großstadt
- 2001: Michael Ballhaus. Director of Photography
- 2001: Forever Young. Marlene Dietrich zum 100. Geburtstag
- 2001: Mathias Bothor, Joachim Gern. Porträtfotografie
- 2001: Starometer – Internetseite und Ausstellungslounge
- 2001: Bilder / Stories / Filme. Der Produzent Joachim von Vietinghoff
- 2001: Fritz Lang
- 2001: Andreas Neubauer: Fotografien